# مستشفى كوانغ شي

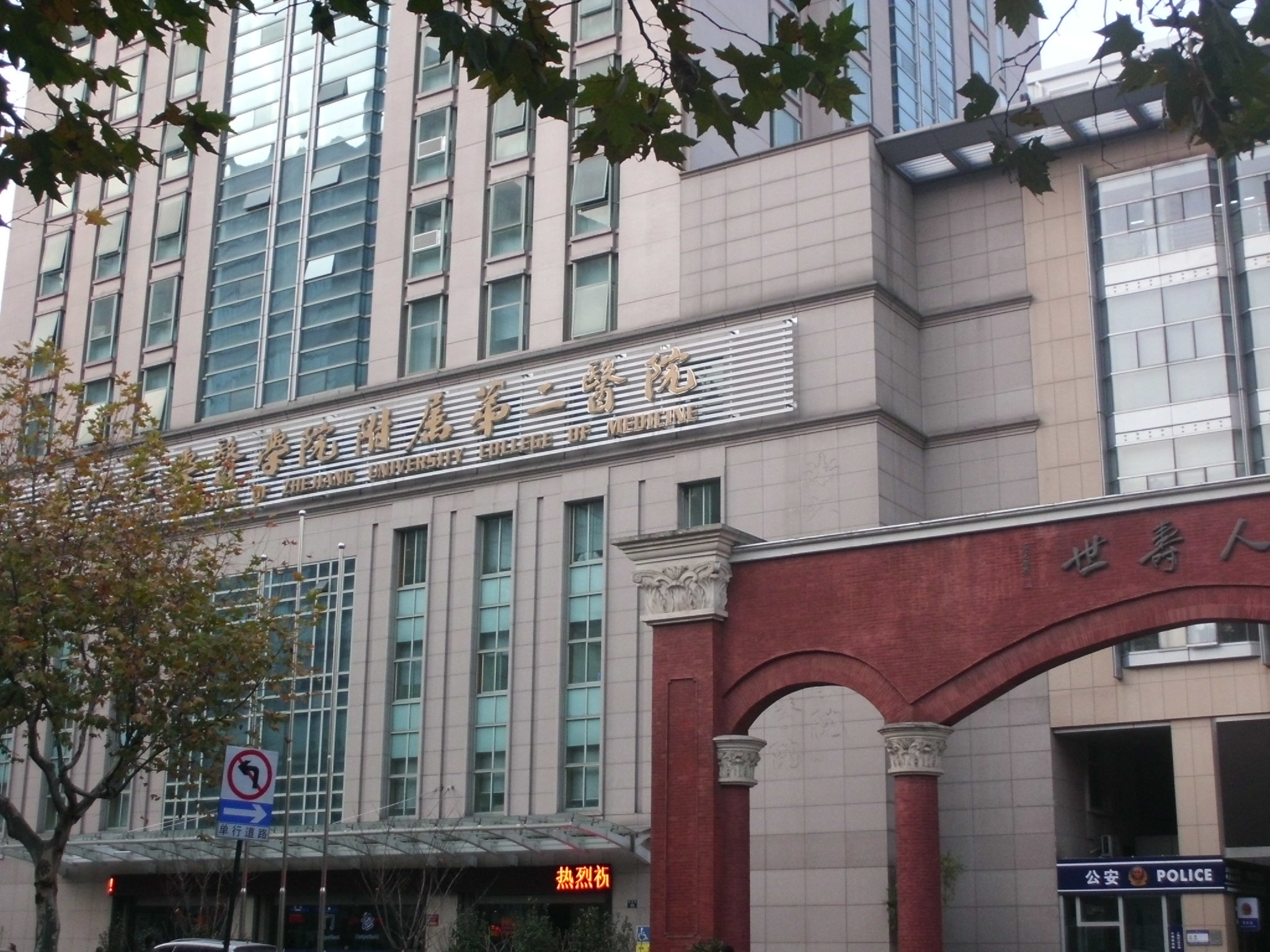
مستشفى كوانغ شي (بالصينية: 廣濟醫院، بالإنجليزية: Kwang-Chi Hospital) هو مستشفى أنشأته الجمعية

مستشفى كوانغ شي (بالصينية: 廣濟醫院، بالإنجليزية: Kwang-Chi Hospital) هو مستشفى أنشأته الجمعية التبشيرية الكنيسة في المملكة المتحدة في مدينة هانغتشو أحد مدن مقاطعة تشيجيانغ جنوب شرق الصين، وذلك في عام 1871. يُعتبر المستشفى واحد من أقدم المستشفيات في الصين، المستشفى لا يزال اليوم يقدم خدماته الطبية، أعيد تسميته إلى المستشفى التابع الثاني لكلية الطب جامعة تشجيانغ. من عام 1885 حتى عام 1927، كان المستشفى يدار من قبل كلية كوانغ شي الطبية تحت إدارة الدكتور ديفيد دنكان ماين.

## وصلات خارجية
- جامعة هونغ كونغ: البعثات الطبية في الصين